# Oldenlandia arenarioides
Oldenlandia arenarioides är en måreväxtart som beskrevs av Carl Ludwig von Willdenow och Schult.. Oldenlandia arenarioides ingår i släktet Oldenlandia och familjen måreväxter.
Artens utbredningsområde är Madagaskar. Inga underarter finns listade i Catalogue of Life.